# Ronde van het Baskenland 2016
De 56e editie van de meerdaagse wielerwedstrijd Ronde van het Baskenland vond in 2016 plaats van 4 tot en met 9 april. De ronde maakt deel uit van de UCI World Tour 2016. De koers werd gewonnen door de Spanjaard Alberto Contador.

## Deelnemende ploegen
| 18 UCI World Tour-ploegen | 18 UCI World Tour-ploegen | 18 UCI World Tour-ploegen | 2 wildcards            |
| ------------------------- | ------------------------- | ------------------------- | ---------------------- |
| AG2R La Mondiale          | FDJ                       | LottoNL-Jumbo             | Cofidis                |
| Astana                    | Giant-Alpecin             | Movistar                  | Caja Rural-Seguros RGA |
| BMC Racing Team           | IAM Cycling               | Orica-BikeExchange        |                        |
| Cannondale                | Katjoesja                 | Team Sky                  |                        |
| Dimension Data            | Lampre-Merida             | Tinkoff                   |                        |
| Etixx-Quick Step          | Lotto Soudal              | Trek-Segafredo            |                        |
|                           |                           |                           |                        |
|                           |                           |                           |                        |

## Startlijst
Team Katjoesja
- 1.  Joaquim Rodríguez
- 2.  Jurgen Van den Broeck
- 3.  Simon Špilak
- 4.  Maksim Belkov
- 5.  Sergej Tsjernetski
- 6.  Jhonatan Restrepo
- 7.  Jegor Silin
- 8.  Ángel Vicioso

Team Sky
- 11.  Mikel Landa
- 12.  Sergio Henao
- 13.  Philip Deignan
- 14.  Sebastián Henao
- 15.  Vasil Kiryjenka
- 16.  David López García
- 17.  Lars Petter Nordhaug
- 18.  Xabier Zandio

Movistar Team
- 21.  Nairo Quintana
- 22.  Jon Izagirre
- 23.  Gorka Izagirre
- 24.  Winner Anacona
- 25.  Jesús Herrada
- 26.  Rory Sutherland
- 27.  Daniel Moreno
- 28.  Giovanni Visconti

ORICA BikeExchange
- 31.  Michael Albasini
- 32.  Simon Gerrans
- 33.  Christopher Juul-Jensen
- 34.  Christian Meier
- 35.  Rubén Plaza
- 36.  Amets Txurruka
- 37.  Adam Yates
- 38.  Simon Yates

BMC Racing Team
- 41.  Samuel Sánchez
- 42.  Darwin Atapuma
- 43.  Damiano Caruso
- 44.  Silvan Dillier
- 45.  Amaël Moinard
- 46.  Joey Rosskopf
- 47.  Peter Velits
- 48.  Danilo Wyss

Tinkoff
- 51.  Alberto Contador
- 52.  Roman Kreuziger
- 53.  Jesper Hansen
- 54.  Sérgio Paulinho
- 55.  Robert Kišerlovski
- 56.  Jevgeni Petrov
- 57.  Matteo Tosatto
- 58.  Michael Valgren

Cannondale-Drapac
- 61.  Pierre Rolland
- 62.  Tom-Jelte Slagter
- 63.  André Cardoso
- 64.  Simon Clarke
- 65.  Lawson Craddock
- 66.  Alex Howes
- 67.  Michael Woods
- 68.  Davide Villella

Ag2r-La Mondiale
- 71.  Jan Bakelants
- 72.  Quentin Jauregui
- 73.  Hubert Dupont
- 74.  Blel Kadri
- 75.  Pierre-Roger Latour
- 76.  Matteo Montaguti
- 77.  Christophe Riblon
- 78.  Alexis Vuillermoz

Lotto-Soudal
- 81.  Tony Gallopin
- 82.  Maxime Monfort
- 83.  Sander Armée
- 84.  Thomas De Gendt
- 85.  Tosh Van der Sande
- 86.  Jelle Vanendert
- 87.  Louis Vervaeke
- 88.  Tim Wellens

FDJ
- 91.  Thibaut Pinot
- 92.  William Bonnet
- 93.  Steve Morabito
- 94.  Cédric Pineau
- 95.  Sébastien Reichenbach
- 96.  Anthony Roux
- 97.  Jérémy Roy
- 98.  Arthur Vichot

Dimension Data
- 101.  Igor Antón
- 102.  Natnael Berhane
- 103.  Stephen Cummings
- 104.  Omar Fraile
- 105.  Mekseb Debesay
- 106.  Serge Pauwels
- 107.  Johann van Zyl
- 108.  Daniel Teklehaimanot

Lampre-Merida
- 111.  Rui Costa
- 112.  Valerio Conti
- 113.  Mário Costa
- 114.  Manuele Mori
- 115.  Louis Meintjes
- 116.  Simone Petilli
- 117.  Jan Polanc
- 118.  Diego Ulissi

Trek-Segafredo
- 121.  Bauke Mollema
- 122.  Ryder Hesjedal
- 123.  Fränk Schleck
- 124.  Haimar Zubeldia
- 125.  Laurent Didier
- 126.  Fabio Felline
- 127.  Kiel Reijnen
- 128.  Peter Stetina

Etixx-Quick Step
- 131.  Daniel Martin
- 132.  Gianluca Brambilla
- 133.  Laurens De Plus
- 134.  Rodrigo Contreras
- 135.  Julien Vermote
- 136.  Pieter Serry
- 137.  Martin Velits
- 138.  Carlos Verona

IAM Cycling
- 141.  Marcel Wyss
- 142.  Clément Chevrier
- 143.  Stefan Denifl
- 144.  Jonathan Fumeaux
- 145.  Pirmin Lang
- 146.  Marcel Aregger
- 147.  David Tanner
- 148.  Larry Warbasse

Astana Pro Team
- 151.  Fabio Aru
- 152.  Dario Cataldo
- 153.  Artjom Zacharov
- 154.  Andrej Zejts
- 155.  Miguel Ángel López
- 156.  Diego Rosa
- 157.  Luis León Sánchez
- 158.  Paolo Tiralongo

Team Giant-Alpecin
- 161.  Warren Barguil
- 162.  Johannes Fröhlinger
- 163.  Caleb Fairly
- 164.  Simon Geschke
- 165.  Carter Jones
- 166.  Fredrik Ludvigsson
- 167.  Sam Oomen
- 168.  Sindre Lunke

TeamLottoNL-Jumbo
- 171.  Robert Gesink
- 172.  Enrico Battaglin
- 173.  George Bennett
- 174.  Koen Bouwman
- 175.  Victor Campenaerts
- 176.  Bert-Jan Lindeman
- 177.  Paul Martens
- 178.  Wilco Kelderman

Caja Rural-Seguros RGA
- 181.  Peio Bilbao
- 182.  Domingos Gonçalves
- 183.  Miguel Ángel Benito
- 184.  Fabricio Ferrari
- 185.  José Gonçalves
- 186.  Ángel Madrazo
- 187.  Eduard Prades
- 188.  Jonathan Lastra

Cofidis
- 191.  Daniel Navarro
- 192.  Julien Simon
- 193.  Yoann Bagot
- 194.  Nicolas Edet
- 195.  Arnold Jeannesson
- 196.  Luis Ángel Maté
- 197.  Rudy Molard
- 198.  Anthony Turgis

## Etappe-overzicht
| etappe | datum   | start           | finish           | afstand  | type                | winnaar           | klassementsleider |
| ------ | ------- | --------------- | ---------------- | -------- | ------------------- | ----------------- | ----------------- |
| 1e     | 4 april | Etxebarria      | Markina-Xemein   | 144,0 km | Heuvelrit           | Luis León Sánchez | Luis León Sánchez |
| 2e     | 5 april | Markina-Xemein  | Amurrio-Baranbio | 174,2 km | Heuvelrit           | Mikel Landa       | Mikel Landa       |
| 3e     | 6 april | Vitoria-Gasteiz | Lesaka           | 193,5 km | Heuvelrit           | Steve Cummings    | Mikel Landa       |
| 4e     | 7 april | Lesaka          | Orio             | 165,0 km | Heuvelrit           | Samuel Sánchez    | Wilco Kelderman   |
| 5e     | 8 april | Orio            | Arrate           | 159,0 km | Bergrit             | Diego Rosa        | Sergio Henao      |
| 6e     | 9 april | Eibar           | Eibar            | 16,5 km  | Individuele tijdrit | Alberto Contador  | Alberto Contador  |

## Etappe-uitslagen

### 1e etappe
| Etxebarria – Markina-Xemein (144,0 km) |                    |                    |          |
| Plaats                                 | Naam               | Ploeg              | Tijd     |
| Winnaar                                | Luis León Sánchez  | Astana Pro Team    | 3u54'21" |
| 2                                      | Daniel Navarro     | Cofidis            | z.t.     |
| 3                                      | Simon Gerrans      | Orica GreenEDGE    | z.t.     |
| 4                                      | Fabio Felline      | Trek-Segafredo     | z.t.     |
| 5                                      | Simon Clarke       | Cannondale         | z.t.     |
| 6                                      | Jan Bakelants      | AG2R La Mondiale   | z.t.     |
| 7                                      | Daniel Martin      | Etixx-Quick Step   | z.t.     |
| 8                                      | Warren Barguil     | Team Giant-Alpecin | z.t.     |
| 9                                      | Tony Gallopin      | Lotto Soudal       | z.t.     |
| 10                                     | Sergej Tsjernetski | Team Katjoesja     | z.t.     |
|                                        |                    |                    |          |
| 14                                     | Tom-Jelte Slagter  | Cannondale         | z.t.     |

| Algemeen klassement |                    |                    |          |
| Plaats              | Naam               | Ploeg              | Tijd     |
| Gele trui           | Luis León Sánchez  | Astana Pro Team    | 3u54'21" |
| 2                   | Daniel Navarro     | Cofidis            | z.t.     |
| 3                   | Simon Gerrans      | Orica GreenEDGE    | z.t.     |
| 4                   | Fabio Felline      | Trek-Segafredo     | z.t.     |
| 5                   | Simon Clarke       | Cannondale         | z.t.     |
| 6                   | Jan Bakelants      | AG2R La Mondiale   | z.t.     |
| 7                   | Daniel Martin      | Etixx-Quick Step   | z.t.     |
| 8                   | Warren Barguil     | Team Giant-Alpecin | z.t.     |
| 9                   | Tony Gallopin      | Lotto Soudal       | z.t.     |
| 10                  | Sergej Tsjernetski | Team Katjoesja     | z.t.     |
|                     |                    |                    |          |
| 14                  | Tom-Jelte Slagter  | Cannondale         | z.t.     |

### 2e etappe
| Markina-Xemein – Amurrio-Baranbio (174,2 km) |                       |                    |          |
| Plaats                                       | Naam                  | Ploeg              | Tijd     |
| Winnaar                                      | Mikel Landa           | Team Sky           | 4u43'17" |
| 2                                            | Wilco Kelderman       | Team LottoNL-Jumbo | + 1"     |
| 3                                            | Sergio Henao          | Team Sky           | + 5"     |
| 4                                            | Samuel Sánchez        | BMC Racing Team    | + 9"     |
| 5                                            | Alberto Contador      | Tinkoff            | + 11"    |
| 6                                            | Thibaut Pinot         | FDJ                | + 13"    |
| 7                                            | Rui Costa             | Lampre-Merida      | + 15"    |
| 8                                            | Nairo Quintana        | Movistar Team      | z.t.     |
| 9                                            | Robert Gesink         | Team LottoNL-Jumbo | z.t.     |
| 10                                           | Sébastien Reichenbach | FDJ                | z.t.     |
|                                              |                       |                    |          |
| 12                                           | Louis Vervaeke        | Lotto Soudal       | z.t.     |

| Algemeen klassement |                       |                    |          |
| Plaats              | Naam                  | Ploeg              | Tijd     |
| Gele trui           | Mikel Landa           | Team Sky           | 8u37'38" |
| 2                   | Wilco Kelderman       | Team LottoNL-Jumbo | + 1"     |
| 3                   | Sergio Henao          | Team Sky           | + 5"     |
| 4                   | Samuel Sánchez        | BMC Racing Team    | + 9"     |
| 5                   | Alberto Contador      | Tinkoff            | + 11"    |
| 6                   | Thibaut Pinot         | FDJ                | + 13"    |
| 7                   | Rui Costa             | Lampre-Merida      | + 15"    |
| 8                   | Nairo Quintana        | Movistar Team      | z.t.     |
| 9                   | Robert Gesink         | Team LottoNL-Jumbo | z.t.     |
| 10                  | Sébastien Reichenbach | FDJ                | z.t.     |
|                     |                       |                    |          |
| 12                  | Louis Vervaeke        | Lotto Soudal       | z.t.     |

### 3e etappe
| Vitoria-Gasteiz – Lesaka (193,5 km) |                    |                    |          |
| Plaats                              | Naam               | Ploeg              | Tijd     |
| Winnaar                             | Steve Cummings     | Dimension Data     | 5u01'57" |
| 2                                   | Simon Gerrans      | Orica GreenEDGE    | z.t.     |
| 3                                   | Fabio Felline      | Trek-Segafredo     | z.t.     |
| 4                                   | Gianluca Brambilla | Etixx-Quick Step   | z.t.     |
| 5                                   | Giovanni Visconti  | Lampre-Merida      | z.t.     |
| 6                                   | Simon Clarke       | Cannondale         | z.t.     |
| 7                                   | Tony Gallopin      | Lotto Soudal       | z.t.     |
| 8                                   | Peio Bilbao        | Caja Rural-Seguros | z.t.     |
| 9                                   | Sergej Tsjernetski | Team Katjoesja     | z.t.     |
| 10                                  | Sergio Henao       | Team Sky           | z.t.     |
|                                     |                    |                    |          |
| 14                                  | Serge Pauwels      | Dimension Data     | z.t.     |
| 32                                  | Wilco Kelderman    | Team LottoNL-Jumbo | z.t.     |

| Algemeen klassement |                       |                    |           |
| Plaats              | Naam                  | Ploeg              | Tijd      |
| Gele trui           | Mikel Landa           | Team Sky           | 13u39'35" |
| 2                   | Wilco Kelderman       | Team LottoNL-Jumbo | + 1"      |
| 3                   | Sergio Henao          | Team Sky           | + 5"      |
| 4                   | Samuel Sánchez        | BMC Racing Team    | + 9"      |
| 5                   | Alberto Contador      | Tinkoff            | + 11"     |
| 6                   | Thibaut Pinot         | FDJ                | + 13"     |
| 7                   | Rui Costa             | Lampre-Merida      | + 15"     |
| 8                   | Nairo Quintana        | Movistar Team      | z.t.      |
| 9                   | Robert Gesink         | Team LottoNL-Jumbo | z.t.      |
| 10                  | Sébastien Reichenbach | FDJ                | z.t.      |
|                     |                       |                    |           |
| 12                  | Louis Vervaeke        | Lotto Soudal       | z.t.      |

### 4e etappe
| Lesaka – Orio (165,0 km) |                   |                    |          |
| Plaats                   | Naam              | Ploeg              | Tijd     |
| Winnaar                  | Samuel Sánchez    | BMC Racing Team    | 4u13'12" |
| 2                        | Rui Costa         | Lampre-Merida      | z.t.     |
| 3                        | Warren Barguil    | Team Giant-Alpecin | z.t.     |
| 4                        | Alexis Vuillermoz | AG2R La Mondiale   | z.t.     |
| 5                        | Sergio Henao      | Team Sky           | z.t.     |
| 6                        | Nairo Quintana    | Movistar Team      | z.t.     |
| 7                        | Alberto Contador  | Tinkoff            | z.t.     |
| 8                        | Wilco Kelderman   | Team LottoNL-Jumbo | z.t.     |
| 9                        | Lawson Craddock   | Cannondale         | z.t.     |
| 10                       | Joaquim Rodríguez | Team Katjoesja     | z.t.     |
|                          |                   |                    |          |
| 17                       | Louis Vervaeke    | Lotto Soudal       | z.t.     |

| Algemeen klassement |                       |                    |           |
| Plaats              | Naam                  | Ploeg              | Tijd      |
| Gele trui           | Wilco Kelderman       | LottoNL-Jumbo      | 17u52'48" |
| 2                   | Sergio Henao          | Team Sky           | + 4"      |
| 3                   | Mikel Landa           | Team Sky           | + 7"      |
| 4                   | Samuel Sánchez        | BMC Racing Team    | + 8"      |
| 5                   | Alberto Contador      | Tinkoff            | + 10"     |
| 6                   | Thibaut Pinot         | FDJ                | + 12"     |
| 7                   | Rui Costa             | Lampre-Merida      | + 14"     |
| 8                   | Nairo Quintana        | Movistar Team      | z.t.      |
| 9                   | Robert Gesink         | Team LottoNL-Jumbo | z.t.      |
| 10                  | Sébastien Reichenbach | FDJ                | z.t.      |
|                     |                       |                    |           |
| 12                  | Louis Vervaeke        | Lotto Soudal       | z.t.      |

### 5e etappe
| Orio – Arrate (159,0 km) |                   |                    |          |
| Plaats                   | Naam              | Ploeg              | Tijd     |
| Winnaar                  | Diego Rosa        | Astana Pro Team    | 4u19'15" |
| 2                        | Sergio Henao      | Team Sky           | + 3'13"  |
| 3                        | Alberto Contador  | Tinkoff            | z.t.     |
| 4                        | Joaquim Rodríguez | Team Katjoesja     | + 3'15"  |
| 5                        | Thibaut Pinot     | FDJ                | z.t.     |
| 6                        | Samuel Sánchez    | BMC Racing Team    | + 3'41"  |
| 7                        | Nairo Quintana    | Movistar Team      | + 3'42"  |
| 8                        | Lawson Craddock   | Cannondale         | + 3'57"  |
| 9                        | Rui Costa         | Lampre-Merida      | + 4'15"  |
| 10                       | Serge Pauwels     | Dimension Data     | z.t.     |
|                          |                   |                    |          |
| 14                       | Wilco Kelderman   | Team LottoNL-Jumbo | + 4'24"  |

| Algemeen klassement |                       |                    |           |
| Plaats              | Naam                  | Ploeg              | Tijd      |
| Gele trui           | Sergio Henao          | Team Sky           | 22u15'24" |
| 2                   | Alberto Contador      | Tinkoff            | + 6"      |
| 3                   | Thibaut Pinot         | FDJ                | + 10"     |
| 4                   | Joaquim Rodríguez     | Team Katjoesja     | + 12"     |
| 5                   | Samuel Sánchez        | BMC Racing Team    | + 31"     |
| 6                   | Nairo Quintana        | Movistar Team      | + 38"     |
| 7                   | Lawson Craddock       | Cannondale         | + 1'00"   |
| 8                   | Wilco Kelderman       | Team LottoNL-Jumbo | + 1'07"   |
| 9                   | Rui Costa             | Lampre-Merida      | + 1'09"   |
| 10                  | Sébastien Reichenbach | FDJ                | + 1'11"   |
|                     |                       |                    |           |
| 14                  | Louis Vervaeke        | Lotto Soudal       | + 1'38"   |

### 6e etappe
| Eibar – Eibar (16,5 km) (ITT) |                       |                    |         |
| Plaats                        | Naam                  | Ploeg              | Tijd    |
| Winnaar                       | Alberto Contador      | Tinkoff            | 29'13"  |
| 2                             | Nairo Quintana        | Movistar Team      | + 5"    |
| 3                             | Sergio Henao          | Team Sky           | + 18"   |
| 4                             | Adam Yates            | Orica GreenEDGE    | + 53"   |
| 5                             | Samuel Sánchez        | BMC Racing Team    | + 1'04" |
| 6                             | Thibaut Pinot         | FDJ                | + 1'09" |
| 7                             | Rui Costa             | Lampre-Merida      | + 1'16" |
| 8                             | Joaquim Rodríguez     | Team Katjoesja     | z.t.    |
| 9                             | Miguel Ángel López    | Astana Pro Team    | + 1'21" |
| 10                            | Peio Bilbao           | Caja Rural-Seguros | z.t.    |
|                               |                       |                    |         |
| 11                            | Jurgen Van den Broeck | Team Katjoesja     | + 1'29" |
| 30                            | Wilco Kelderman       | Team LottoNL-Jumbo | + 2'13" |

| Algemeen klassement |                   |                    |           |
| Plaats              | Naam              | Ploeg              | Tijd      |
| Gele trui           | Alberto Contador  | Tinkoff            | 22u44'43" |
| 2                   | Sergio Henao      | Team Sky           | + 12"     |
| 3                   | Nairo Quintana    | Movistar Team      | + 37"     |
| 4                   | Thibaut Pinot     | FDJ                | + 1'13"   |
| 5                   | Joaquim Rodríguez | Team Katjoesja     | + 1'22"   |
| 6                   | Samuel Sánchez    | BMC Racing Team    | + 1'29"   |
| 7                   | Rui Costa         | Lampre-Merida      | + 2'19"   |
| 8                   | Simon Špilak      | Team Katjoesja     | + 2'47"   |
| 9                   | Lawson Craddock   | Cannondale         | + 2'52"   |
| 10                  | Wilco Kelderman   | Team LottoNL-Jumbo | + 3'14"   |
|                     |                   |                    |           |
| 11                  | Louis Vervaeke    | Lotto Soudal       | + 3'15"   |

## Eindklassementen
| Plaats    | Naam                  | Ploeg              | Tijd      |
| --------- | --------------------- | ------------------ | --------- |
| Gele trui | Alberto Contador      | Tinkoff            | 22u44'43" |
| 2         | Sergio Henao          | Team Sky           | + 12"     |
| 3         | Nairo Quintana        | Movistar Team      | + 37"     |
| 4         | Thibaut Pinot         | FDJ                | + 1'13"   |
| 5         | Joaquim Rodríguez     | Team Katjoesja     | + 1'22"   |
| 6         | Samuel Sánchez        | BMC Racing Team    | + 1'29"   |
| 7         | Rui Costa             | Lampre-Merida      | + 2'19"   |
| 8         | Simon Špilak          | Team Katjoesja     | + 2'47"   |
| 9         | Lawson Craddock       | Cannondale         | + 2'52"   |
| 10        | Wilco Kelderman       | Team LottoNL-Jumbo | + 3'14"   |
| 11        | Louis Vervaeke        | Lotto Soudal       | + 3'15"   |
| 12        | Mikel Landa           | Team Sky           | + 3'19"   |
| 13        | Sébastien Reichenbach | FDJ                | + 3'22"   |
| 14        | Pierre-Roger Latour   | AG2R La Mondiale   | + 3'30"   |
| 15        | Alexis Vuillermoz     | AG2R La Mondiale   | + 3'43"   |
| 16        | Giovanni Visconti     | Movistar Team      | + 4'04"   |
| 17        | Peio Bilbao           | Caja Rural-Seguros | + 4'33"   |
| 18        | Bauke Mollema         | Trek-Segafredo     | + 4'39"   |
| 19        | Serge Pauwels         | Dimension Data     | + 5'57"   |
| 20        | Miguel Ángel López    | Astana Pro Team    | + 7'03"   |

| Plaats     | Naam             | Ploeg              | Punten |
| ---------- | ---------------- | ------------------ | ------ |
| Witte trui | Sergio Henao     | Team Sky           | 70     |
| 2          | Alberto Contador | Tinkoff            | 62     |
| 3          | Samuel Sánchez   | BMC Racing Team    | 61     |
|            |                  |                    |        |
| 8          | Wilco Kelderman  | Team LottoNL-Jumbo | 30     |
| 25         | Serge Pauwels    | Dimension Data     | 8      |

| Plaats    | Naam            | Ploeg              | Punten |
| --------- | --------------- | ------------------ | ------ |
| Rode trui | Diego Rosa      | Astana Pro Team    | 55     |
| 2         | Stefan Denifl   | IAM Cycling        | 53     |
| 3         | Nicolas Edet    | Cofidis            | 28     |
|           |                 |                    |        |
| 8         | Sander Armée    | Lotto Soudal       | 15     |
| 18        | Wilco Kelderman | Team LottoNL-Jumbo | 5      |

| Plaats      | Naam           | Ploeg           | Punten |
| ----------- | -------------- | --------------- | ------ |
| Blauwe trui | Nicolas Edet   | Cofidis         | 11     |
| 2           | Diego Rosa     | Astana Pro Team | 9      |
| 3           | Stefan Denifl  | IAM Cycling     | 9      |
|             |                |                 |        |
| 8           | Maxime Monfort | Lotto Soudal    | 4      |

## Klassementenverloop
| Etappe       | Winnaar           | Algemeen ·        | Punten ·          | Berg ·          | Sprint ·      | Ploegen          |
| ------------ | ----------------- | ----------------- | ----------------- | --------------- | ------------- | ---------------- |
| 1            | Luis León Sánchez | Luis León Sánchez | Luis León Sánchez | Jonathan Lastra | Nicolas Edet  | AG2R La Mondiale |
| 2            | Mikel Landa       | Mikel Landa       | Mikel Landa       | Nicolas Edet    | Nicolas Edet  | Team Sky         |
| 3            | Steve Cummings    | Mikel Landa       | Simon Gerrans     | Stefan Denifl   | Stefan Denifl | Team Sky         |
| 4            | Samuel Sánchez    | Wilco Kelderman   | Samuel Sánchez    | Stefan Denifl   | Stefan Denifl | Team Katjoesja   |
| 5            | Diego Rosa        | Sergio Henao      | Sergio Henao      | Diego Rosa      | Nicolas Edet  | Team Sky         |
| 6            | Alberto Contador  | Alberto Contador  | Sergio Henao      | Diego Rosa      | Nicolas Edet  | Team Sky         |
| 0Eindstanden | 0Eindstanden      | Alberto Contador  | Sergio Henao      | Diego Rosa      | Nicolas Edet  | Team Sky         |